# ATP German Open 1979
Il German Open 1979 è stato un torneo di tennis giocato sulla terra rossa. È stata la 73ª edizione del Torneo di Amburgo, che fa parte del Colgate-Palmolive Grand Prix 1979. Si è giocato al Rothenbaum Tennis Center di Amburgo in Germania, dal 14 al 20 maggio 1979.

## Campioni

### Singolare
José Higueras ha battuto in finale  Harold Solomon, 3–6, 6–1, 6–4, 6–1.

### Doppio
Jan Kodeš /  Tomáš Šmíd hanno battuto in finale  Mark Edmondson /  John Marks, 6–3, 6–1, 7–6.